# 타트라 T3
타트라 T3(Tatra T3)는 체코의 철도 차량 제작사인 ČKD 타트라가 제조한 노면전차 차량이다. 1960년부터 1989년까지 총 13,991대를 생산하면서 세계에서 가장 많은 노면전차 차량 생산 기록을 수립했다.

## 사양
- 최고 속도: 65km/h
- 차량 정원: T3 - 110명(좌석 23명), T3SU - 95명(좌석 36명)
- 차량 중량: 16t
- 전체 길이: 14,000mm
- 전체 너비: 2,500mm
- 전체 높이: 3,050mm
- 전동기: TE022
- 전동기 출력: 40kW
- 탑재 수: 1량당 4기

## 종류
- 타트라 T3SU - 구소련 국가에서 사용됨
- 타트라 T3SUCS – 체코에서 사용됨
- 타트라 T3D – 독일에서 사용됨
- 타트라 T3YU - 세르비아(옛 유고슬라비아)에서 사용됨
- 타트라 T3R – 루마니아에서 사용됨
- 타트라 T3RF - 타트라 T3을 업그레이드한 버전으로 러시아에서 사용됨